# دمنة الجشاعة (ذي السفال)

تعديل مصدري - تعديل

دمنة الجشاعة هي إحدى قرى عزلة وادي ضباء بمديرية ذي السفال التابعة لمحافظة إب، بلغ تعداد سكانها 463 نسمة حسب تعداد اليمن لعام 2004.